# Calgary Storm
Il Calgary Storm fu un club calcistico canadese con sede a Calgary, attivo dal 2001 al 2004, anno in cui trasformò la propria denominazione in Calgary Mustangs.
Il club disputò una stagione nella USL PDL e tre in USL A-League, giocando le proprie partite casalinghe al McMahon Stadium.
Il club venne iscritto per la prima volta nel 2001 alla USL PDL, conquistando il primo posto nella classifica complessiva della stagione regolare e raggiungendo la finale del campionato, nella quale arrivò però una delle sole tre sconfitte della stagione. Spinti dai risultati positivi i proprietari decisero di provare lo sbarco nel professionismo, spostandosi nella A-League. Nel corso delle tre stagioni successive non arrivò però nessuna qualificazione ai play-off, e vista la scarsa affluenza al botteghino la società rinunciò all'iscrizione al campionato 2005.

## Media spettatori
Nella seguente tabella la media degli spettatori presenti allo stadio per le partite di stagione regolare.
| Stagione | Partite disputate | Totale spettatori | Media spettatori |
| -------- | ----------------- | ----------------- | ---------------- |
| 2001     | 11                | 22.028            | 2.003            |
| 2002     | 14                | 20.408            | 1.458            |
| 2003     | 14                | 14.975            | 1.070            |
| 2004     | 14                | 17.616            | 1.258            |